# Claude Chialvo
Claude Chialvo est un homme politique français né le 28 mai 1853 à Montbrison (Loire) et décédé le 19 mai 1913 à Meyzieu (Rhône).
Notaire, maire de Montbrison et président du conseil d'arrondissement, il est député de la Loire de 1910 à 1913, inscrit au groupe des Républicains progressistes. 

## Sources
- « Claude Chialvo », dans le Dictionnaire des parlementaires français (1889-1940), sous la direction de Jean Jolly, PUF, 1960 [détail de l’édition]